# Finn (vela)
El Finn es un yate de un solo tripulante que es clase olímpica desde los Juegos Olímpicos de Helsinki 1952. 
Fue diseñado por el sueco Rickard Sarby en 1949 y ha tenido muy pocas modificaciones desde entonces. Podríamos decir que, al igual que otras clases internacionales muy extendidas y competitivas a lo largo del tiempo, como la clase Snipe, ha desarrollado muy pocas mejoras para evitar dejar obsoletas las unidades existentes, y estas mejoras se han limitado básicamente a la adaptación de nuevos materiales en su aparejo, pasando de los mástiles de madera a los de aluminio a partir de los Juegos Olímpicos de Múnich 1972 y recientemente a los de fibra de carbono. También se ha permitido la introducción del kevlar como tejido de las velas.